# Geelkopiepenvouwmot
De geelkopiepenvouwmot (Phyllonorycter tristrigella) is een vlinder uit de familie mineermotten (Gracillariidae). De wetenschappelijke naam is voor het eerst geldig gepubliceerd in 1828 door Haworth.

## Kenmerken
De spanwijdte is 7-9 mm. Er zijn twee generaties per jaar met volwassenen op de vleugel in mei en opnieuw in augustus.

## Levenswijze
De larven voeden zich met Ulmus glabra, Ulmus x hollandica, Ulmus laevis en Ulmus minor en mineren de bladeren. Ze creëren een lange, onderzijdige buisvormige vouwmijn tussen twee zijnerven die vaak van de hoofdnerf naar de bladrand lopen. De onderepidermis heeft meerdere lange plooien die dicht bij elkaar liggen. De pop is lichtbruin en gemaakt in een olijfgroene of bruine cocon die aan de onderepidermis is bevestigd. Alle frass wordt als een massa in een hoek van de mijn gedeponeerd.

## Voorkomen
De soort komt voor in Europa.